# Grillotius
Grillotius é um gênero de mariposa pertencente à família Bombycidae.